# Olasz Formula–Renault bajnokság
Az olasz Formula–Renault-bajnokság egy együléses autóverseny-sorozat, melyet nagyrészt olasz versenypályákon rendeznek. A sorozatban feltűnt több későbbi Formula–1-es pilóta is, a legismertebbek Felipe Massa és Robert Kubica.

## Pontozás
Minden hétvégén 2 versenyt rendeznek, amelyek egyenként kb. 30 perc hosszúak. Ezeken a versenyeken a pontokat az első 15 helyezett pilóta között osztják ki. A győztes 38, a második 28, a harmadik 24 pontot kap, innentől pedig kettesével csökken. A tizenötödik egy ponttal lesz gazdagabb.
| Poz. | 1  | 2  | 3  | 4  | 5  | 6  | 7  | 8  | 9  | 10 | 11 | 12 | 13 | 14 | 15 |
| Pont | 38 | 28 | 24 | 22 | 20 | 18 | 16 | 14 | 12 | 10 | 8  | 6  | 4  | 2  | 1  |

## Az eddigi győztesek
| Év   | Győztes                         | Sorozat neve                |
| ---- | ------------------------------- | --------------------------- |
| 2008 | Pål Varhaug Daniel Mancinelli   | Formula Renault 2.0 Italia  |
| 2007 | Mika Mäki Cesar Ramos           | Formula Renault 2.0 Italia  |
| 2006 | Dani Clos Jaime Alguersuari     | Formula Renault 2.0 Italia  |
| 2005 | Kobajasi Kamui Atte Mustonen    | Formula Renault 2.0 Italia  |
| 2004 | Pastor Maldonado Mihail Aljesin | Formula Renault 2000 Italia |
| 2003 | Franck Perera Pastor Maldonado  | Formula Renault 2000 Italia |
| 2002 | José María López Toni Vilander  | Formula Renault 2000 Italia |
| 2001 | Ryan Briscoe Roberto Streit     | Formula Renault 2000 Italia |
| 2000 | Felipe Massa                    | Formula Renault 2000 Italia |

- A kisbetűvel írt versenyzők a téli sorozatot nyerték meg.

## Külső hivatkozások
- renaultsportitalia.it, a sorozat hivatalos weboldala